# Jakub Talewski
Jakub Talewski (ur. 2 lipca 1915 w Rotembarku, zm. 28 sierpnia 1992) – polski rolnik, poseł na Sejm PRL VII i VIII kadencji.

## Życiorys
Uzyskał wykształcenie średnie niepełne, z zawodu rolnik. Prowadził indywidualne gospodarstwo rolne w Niedarzynie. Zasiadał w Głównym Sądzie Partyjnym Zjednoczonego Stronnictwa Ludowego oraz w prezydium Wojewódzkiego Komitetu ZSL w Słupsku. W 1976 i 1980 uzyskiwał mandat posła na Sejm PRL w okręgu Słupsk. Przez dwie kadencje zasiadał w Komisji Leśnictwa i Przemysłu Drzewnego. Ponadto w VIII kadencji zasiadał w Komisji Mandatowo-Regulaminowej i Komisji Rolnictwa, Gospodarki Żywnościowej i Leśnictwa.

## Odznaczenia
- Krzyż Kawalerski Orderu Odrodzenia Polski
- Medal Zwycięstwa i Wolności 1945